# Алваро Луїс Майор де Акіно
Алваро Луїс Майор де Акіно (порт. Álvaro Luiz Maior de Aquino, нар. 1 листопада 1977, Нілополіс) — бразильський футболіст, що грав на позиції захисника.
Виступав, зокрема, за клуби «Сан-Паулу» та «Реал Сарагоса», а також олімпійську збірну Бразилії.

## Клубна кар'єра
У дорослому футболі дебютував 1997 року виступами за «Сан-Паулу», де рік потому виграв свій перший трофей — чемпіонат штату. Втім так і не ставши основним гравцем, Алваро здавався в оренду в інші бразильські клуби «Америка Мінейру» та «Гояс», вигравши з останнім чемпіонат штату Гояс у 1999 році.
2000 року Алваро перебрався до Іспанії, де став гравцем «Лас-Пальмаса». Спочатку бразилець став основним гравцем команди, але у сезоні 2001/02 гравця було звинувачено у підробці документів Європейського союзу, в результаті чого він пропустив першу частину сезону, провівши цей час в оренді на батьківщині у клубі «Атлетіко Мінейру». Повернувшись, у другій частині він зіграв 10 ігор, але не врятував команду від вильоту в Сегунду, в результаті чого наступний сезон змушений був грати у другому іспанському дивізіоні.
2003 року Алваро приєднався до клубу вищого іспанського дивііону «Реал Сарагоса». Відіграв за клуб з Сарагоси наступні три сезони своєї ігрової кар'єри. Більшість часу, проведеного у складі сарагоського «Реала», був основним гравцем захисту команди. За цей час додав до переліку своїх трофеїв титул володаря Кубка та Суперкубка Іспанії у 2004 році.
У середині 2006 року Альваро приєднався до «Леванте», новачка іспанської Прімери, де теж стабільно виходив на поле. Але у червні 2008 року, в умовах важкої фінансової кризи в «Леванте», а також вильоту клубу з вищого дивізіону, Алваро повернувся до Бразилії та приєднався до «Інтернасьйонала», у складі якого в грудні став переможцем Південноамериканського кубка. Наступного року Алваро завоював відразу три титули у складі двох клубів — на початку року переміг у чемпіонаті штату Ріу-Гранді-ду-Сул (у цьому турнірі футболіст зумів відзначитися одним забитим голом), потім була здобута перемога в Кубку банку Суруга.
26 серпня Алваро перейшов у «Фламенго», з яким гравець у підсумку став чемпіоном Бразилії. Примітно, що його колишній клуб «Інтер» посів друге місце, до останнього туру зберігаючи шанси на чемпіонство. 2010 року провів за «Фламенго» 18 матчів (11 в Лізі Каріока, 5 — в Кубку Лібертадорес, 2 — в чемпіонаті Бразилії), проте після закінчення однорічного контракту Алваро став вільним агентом.
В подальшому грав за низку невеликих бразильських клубів, але ніде надовго не затримувався і серйозних здобутків не отримував.

## Виступи за збірні
1997 року залучався до складу молодіжної збірної Бразилії, разом з якою брав участь у молодіжному чемпіонаті Південної Америки в Чилі, де бразильці здобули срібні нагороди. Цей результат дозволив поїхати команді і на молодіжний чемпіонаті світу 1997 року в Малайзії, де бразильці із Алваро вилетіли у чвертьфіналі.
Захищав кольори олімпійської збірної Бразилії на футбольному турнірі Олімпійських ігор 2000 року у Сіднеї, де бразильці теж вилетіли у чвертьфіналі, програвши майбутньому олімпійському чемпіону збірній Камеруну в додатковий час, а Алваро виступав у всіх чотирьох матчах — зі Словаччиною, Південною Африкою, Японією та Камеруном.

## Титули і досягнення
- Чемпіон Бразилії (1):

«Фламенго»: 2009
- Володар Кубка Іспанії (1):

«Реал Сарагоса»: 2003–04
- Володар Суперкубка Іспанії (1):

«Реал Сарагоса»: 2004
- Володар Південноамериканського кубка (1):

«Інтернасьйонал»: 2008